# Sombor
Sombor (serbisk kyrilliska: Сомбор, ungerska: Zombor, kroatiska: Sombor, rusinska: Зомбор) är en stad och kommun belägen i den norra delen av provinsen Vojvodina i Serbien.
Centralorten hade 51 471 invånare vid folkräkningen 2002, och hela kommunen hade 91 631 invånare 2007.

## Historia
Sombor nämns första gången år 1340.

## Etniska grupper
- Serber (61,48%)
- Ungrare (12,73%)
- Kroater (8,33%)
- Jugoslaver (5,24%)
- Bunjevci (2,8%)

## Bilder

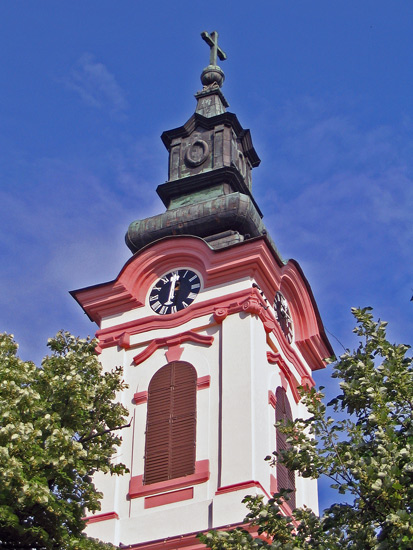
Serbisk-ortodox kyrka i Sombor.